# Euphorbia rohlenae
Euphorbia rohlenae är en törelväxtart som beskrevs av Josef Velenovský. Euphorbia rohlenae ingår i släktet törlar, och familjen törelväxter. Inga underarter finns listade i Catalogue of Life.